# Pani Poni
Pani Poni Dash! (ぱにぽにだっしゅ!?, Pani Poni Dasshu!), è un anime giapponese che utilizza come strumento originale l'uso di parodie all'interno della serie, prendendo in giro la cultura giapponese e americana. Pani Poni Dash!, originalmente intitolato Pani Poni, era inizialmente un manga serializzato da Japanese people dal mangaka Hekiru Hikawa pubblicato in seguito da Square Enix, nel 2000, arrivando con la serie ancora in corso a nove volumi pubblicati. Solo in seguito la serie è stata adattata in una serie televisiva nel 2005.

## Trama
La storia di Pani Poni Dash!' si incentra su Rebecca Miyamoto, un bambino prodigio dove insegna nella classe 1-C, e sui personaggi che frequentano le classi dell'istituto. Ogni episodio include numerose parodie a riferimenti culturali. Alcuni esempi includono il film dell'esorcista,  Gundam e Super Mario Bros.. Inoltre non volendo specializzarsi in un unico settore di telespettatori ogni episodio contiene anche numerosi giochi di parole riferiti alla cultura e al linguaggio, rendendo la serie criptica a chi non conosce bene il giapponese. Un altro pilastro dell'anime è l'uso di emoticons che sostituiscono I visi dei personaggi, e inoltre un'altra caratteristica è che il nome di ogni episodio è basato su un proverbio che viene in qualche modo ripercorso nella puntata.

## Manga
La versione del manga della serie, semplicemente intitolato Pani Poni è stata serializzata dal magazine G Fantasy pubblicato da Square Enix, nel novembre 2000 e la cui conclusione è prevista per settembre 2011. Esistono anche altre versioni tradotte del manga che si sono diffuse nella parte asiatica più vicina come cultura al Giappone.

### Drama CD
Nell'universo di Pani Poni sono stati creati anche 10 drama CD  basati sulla serie, il primo di essi è stato creato nel febbraio 2004. Essi sono basati sul manga.

## Anime
L'anime di Pani Poni Dash! è stato trasmesso da luglio 2005 e dicembre 2005 contando 26 episodi in totale. L'anime è stato trasmesso anche negli USA grazie a ADV Films, ma anche nell'Inghilterra,  in Taiwan, in Corea del sud.

### Sigle
Nelle 26 puntate Pani Poni Dash! offre diverse sigle di iniziali, mostrando nuova musiche e nuove tendenze mentre per quanto riguarda le sigle finali vengono scelte a caso, cambiando da episodio ad episodio.